# Screen Actors Guild Award per la migliore attrice non protagonista cinematografica
Lo Screen Actors Guild Award per la Miglior Attrice non protagonista cinematografica (Screen Actors Guild Award for Outstanding Performance by a Female Actor in a Supporting Role) viene assegnato all'attrice non protagonista del film maggiormente votato dallo Screen Actors Guild. 

## Vincitrici e candidate
I vincitori sono indicati in grassetto. L'elenco mostra le vincitrici di ogni anno, seguito dagli attori che hanno ricevuto una candidatura. Per ogni cast viene indicato il film che ha valso la candidatura (titolo italiano e titolo originale tra parentesi. Se è presente un solo titolo il film è italiano o, più spesso, non è stato distribuito in Italia o è stato distribuito usando il titolo originale).

### 1990
- 1995
  - Dianne Wiest - Pallottole su Broadway (Bullets Over Broadway)
  - Jamie Lee Curtis - True Lies
  - Sally Field - Forrest Gump
  - Robin Wright Penn - Forrest Gump
  - Uma Thurman - Pulp Fiction
- 1996
  - Kate Winslet - Ragione e sentimento (Sense and Sensibility)
  - Stockard Channing - Smoke
  - Anjelica Huston - Tre giorni per la verità (The Crossing Guard)
  - Mira Sorvino - La dea dell'amore (Mighty Aphrodite)
  - Mare Winningham - Georgia
- 1997
  - Lauren Bacall - L'amore ha due facce (The Mirror Has Two Faces)
  - Juliette Binoche - Il paziente inglese (The English Patient)
  - Marisa Tomei - Una donna molto speciale (Unhook the Stars)
  - Gwen Verdon - La stanza di Marvin (Marvin's Room)
  - Renée Zellweger - Jerry Maguire
- 1998
  - Kim Basinger - L.A. Confidential
  - Gloria Stuart - Titanic
  - Minnie Driver - Will Hunting - Genio ribelle (Good Will Hunting)
  - Alison Elliott - Le ali dell'amore (The Wings of the Dove)
  - Julianne Moore - Boogie Nights - L'altra Hollywood (Boogie Nights)
- 1999
  - Kathy Bates - I colori della vittoria (Primary Colors)
  - Brenda Blethyn - Little Voice - È nata una stella (Little Voice)
  - Judi Dench - Shakespeare in Love
  - Rachel Griffiths - Hilary e Jackie
  - Lynn Redgrave - Demoni e dei (Gods and Monsters)

### 2000
- 2000
  - Angelina Jolie - Ragazze interrotte (Girl, Interrupted)
  - Cameron Diaz - Essere John Malkovich (Being John Malkovich)
  - Catherine Keener - Essere John Malkovich (Being John Malkovich)
  - Julianne Moore - Magnolia
  - Chloë Sevigny - Boys Don't Cry
- 2001
  - Judi Dench - Chocolat
  - Kate Hudson - Quasi famosi (Almost Famous)
  - Frances McDormand - Quasi famosi (Almost Famous)
  - Julie Walters - Billy Elliot
  - Kate Winslet - Quills - La penna dello scandalo (Quills)
- 2002
  - Helen Mirren - Gosford Park
  - Cate Blanchett - Bandits
  - Judi Dench - The Shipping News - Ombre dal profondo (The Shipping News)
  - Cameron Diaz - Vanilla Sky
  - Dakota Fanning - Mi chiamo Sam (I Am Sam)
- 2003
  - Catherine Zeta-Jones - Chicago
  - Kathy Bates - A proposito di Schmidt (About Schmidt)
  - Julianne Moore - The Hours
  - Queen Latifah - Chicago
  - Michelle Pfeiffer - White Oleander
- 2004
  - Renée Zellweger - Ritorno a Cold Mountain (Cold Mountain)
  - Maria Bello - The Cooler
  - Keisha Castle-Hughes - La ragazza delle balene (Te kaieke tohora)
  - Patricia Clarkson - Schegge di April (Pieces of April)
  - Holly Hunter - Thirteen - 13 anni (Thirteen)
- 2005
  - Cate Blanchett - The Aviator
  - Sophie Okonedo - Hotel Rwanda
  - Laura Linney - Kinsey
  - Virginia Madsen - Sideways - In viaggio con Jack (Sideways)
  - Cloris Leachman - Spanglish - Quando in famiglia sono in troppi a parlare (Spanglish)
- 2006
  - Rachel Weisz - The Constant Gardener - La cospirazione (The Constant Gardener)
  - Amy Adams - Junebug
  - Catherine Keener - Truman Capote - A sangue freddo (Capote)
  - Frances McDormand - North Country - Storia di Josey (North Country)
  - Michelle Williams - I segreti di Brokeback Mountain (Brokeback Mountain)
- 2007
  - Jennifer Hudson - Dreamgirls
  - Adriana Barraza - Babel
  - Cate Blanchett - Diario di uno scandalo (Notes on a Scandal)
  - Abigail Breslin - Little Miss Sunshine
  - Rinko Kikuchi - Babel
- 2008
  - Ruby Dee - American Gangster
  - Cate Blanchett - Io non sono qui (I'm Not There)
  - Catherine Keener - Into the Wild - Nelle terre selvagge (Into the Wild)
  - Amy Ryan - Gone Baby Gone
  - Tilda Swinton - Michael Clayton
- 2009
  - Kate Winslet - The Reader - A voce alta (The Reader)
  - Amy Adams - Il dubbio (Doubt)
  - Penélope Cruz - Vicky Cristina Barcelona
  - Viola Davis - Il dubbio (Doubt)
  - Taraji P. Henson - Il curioso caso di Benjamin Button (The Curious Case of Benjamin Button)

### 2010
- 2010
  - Mo'Nique - Precious
  - Diane Kruger - Bastardi senza gloria (Inglourious Basterds)
  - Penélope Cruz - Nine
  - Anna Kendrick - Tra le nuvole (Up in the Air)
  - Vera Farmiga - Tra le nuvole (Up in the Air)
- 2011
  - Melissa Leo - The Fighter
  - Amy Adams - The Fighter
  - Helena Bonham Carter - Il discorso del re (The King's Speech)
  - Mila Kunis - Il cigno nero (Black Swan)
  - Hailee Steinfeld - Il Grinta (True Grit)
- 2012
  - Octavia Spencer - The Help
  - Bérénice Bejo - The Artist
  - Jessica Chastain - The Help
  - Melissa McCarthy - Le amiche della sposa (Bridesmaids)
  - Janet McTeer - Albert Nobbs
- 2013
  - Anne Hathaway - Les Misérables
  - Sally Field - Lincoln
  - Helen Hunt - The Sessions - Gli incontri (The Sessions)
  - Nicole Kidman - The Paperboy
  - Maggie Smith - Marigold Hotel (The Best Exotic Marigold Hotel)
- 2014
  - Lupita Nyong'o - 12 anni schiavo (12 Years Slave)
  - Jennifer Lawrence - American Hustle - L'apparenza inganna (American Hustle)
  - Julia Roberts - I segreti di Osage County (August: Osage County)
  - June Squibb - Nebraska
  - Oprah Winfrey - The Butler - Un maggiordomo alla Casa Bianca (The Butler)
- 2015
  - Patricia Arquette - Boyhood
  - Keira Knightley - The Imitation Game
  - Emma Stone - Birdman 
  - Meryl Streep - Into the Woods 
  - Naomi Watts - St. Vincent
- 2016
  - Alicia Vikander - The Danish Girl
  - Rooney Mara - Carol
  - Rachel McAdams - Il caso Spotlight (Spotlight)
  - Helen Mirren - L'ultima parola - La vera storia di Dalton Trumbo (Trumbo)
  - Kate Winslet - Steve Jobs
- 2017
  - Viola Davis - Barriere (Fences)
  - Naomie Harris - Moonlight
  - Nicole Kidman - Lion - La strada verso casa (Lion)
  - Octavia Spencer - Il diritto di contare (Hidden Figures)
  - Michelle Williams - Manchester by the Sea
- 2018
  - Allison Janney - Tonya (I, Tonya)
  - Mary J. Blige - Mudbound
  - Hong Chau - Downsizing - Vivere alla grande (Downsizing)
  - Holly Hunter - The Big Sick - Il matrimonio si può evitare... l'amore no (The Big Sick)
  - Laurie Metcalf - Lady Bird
- 2019
  - Emily Blunt – A Quiet Place - Un posto tranquillo (A Quiet Place)
  - Amy Adams – Vice - L'uomo nell'ombra (Vice)
  - Margot Robbie – Maria regina di Scozia (Mary, Queen of Scots)
  - Emma Stone – La favorita (The Favourite)
  - Rachel Weisz – La favorita (The Favourite)

### 2020
- 2020
  - Laura Dern – Storia di un matrimonio (Marriage Story)
  - Scarlett Johansson – Jojo Rabbit
  - Nicole Kidman – Bombshell - La voce dello scandalo (Bombshell)
  - Jennifer Lopez – Le ragazze di Wall Street - Business Is Business (Hustlers)
  - Margot Robbie – Bombshell - La voce dello scandalo (Bombshell)
- 2021
  - Yoon Yeo-jeong – Minari
  - Maria Bakalova – Borat - Seguito di film cinema
  - Glenn Close – Elegia Americana
  - Olivia Colman – The Father - Nulla è come sembra
  - Helena Zengel – Notizia dal mondo (News of the world)
- 2022[1]
  - Ariana DeBose – West Side Story
  - Caitriona Balfe – Belfast
  - Cate Blanchett – La fiera delle illusioni - Nightmare Alley (Nightmare Alley)
  - Kirsten Dunst – Il potere del cane (The Power of the Dog)
  - Ruth Negga – Due donne - Passing (Passing)
- 2023[2]
  - Jamie Lee Curtis – Everything Everywhere All at Once
  - Angela Bassett – Black Panther: Wakanda Forever
  - Hong Chau – The Whale
  - Kerry Condon – Gli spiriti dell'isola (The Banshees of Inisherin)
  - Stephanie Hsu – Everything Everywhere All at Once
- 2024[3]
  - Da'Vine Joy Randolph – The Holdovers - Lezioni di vita (The Holdovers)
  - Emily Blunt – Oppenheimer
  - Danielle Brooks – Il colore viola (The Color Purple)
  - Penelope Cruz – Ferrari
  - Jodie Foster – Nyad - Oltre l'oceano (Nyad)
- 2025[4][5]
  - Zoe Saldana – Emilia Pérez
  - Monica Barbaro – A Complete Unknown
  - Jamie Lee Curtis – The Last Showgirl
  - Danielle Deadwyler – The Piano Lesson
  - Ariana Grande – Wicked (Wicked: Part I)

## Statistiche

### Plurivincitrici
- Kate Winslet (1996, 2009)